# Isoodon auratus
Espèce
Statut de conservation UICN

 VU B1ab(ii,iii,iv,v) : Vulnérable
Le bandicoot doré (Isoodon auratus ; en anglais : The Golden Bandicoot) est une espèce de petit marsupial, un bandicoot vivant dans le Nord de l'Australie

## Description
Il mesure 30 cm de la tête au début de la queue avec une queue de 15 cm. Il pèse de 250 à 650 g. C'est de loin le plus petit des bandicoots. Son pelage dorsal est doré avec des poils noirs mélangés ; les flancs sont roux ; le ventre crème. La poche marsupiale s'ouvre vers l'arrière.

## Distribution et habitat
Autrefois trouvé dans tout le Nord-Ouest de l'Australie, son territoire est limité à l'heure actuelle au Nord-Est de la région de Kimberley, en Australie occidentale et les îles voisines d'Augustus island, Barrow island, Middle Island et Marchimbar island.
Il habite dans les bois d'Eucalyptus ou les régions semi-arides.

## Alimentation
Il est omnivore, se nourrissant de fourmis, de termites, de papillons, de tubercules et de racines, de petits reptiles ou de petits mammifères. Dans les îles, il se nourrit aussi d'œufs de tortue.

## Mode de vie
C'est un animal nocturne. Chaque mâle a son territoire avec ses femelles.
Il se construit un nid dans le creux d'un arbre ou dans le sol et lorsque la chaleur devient trop forte, il creuse un terrier dans lequel il va s'installer.

## Reproduction
Il n'y a pas de saison des amours mais la plupart des petits naissent au printemps. La durée de gestation est d'environ deux semaines. Les portées sont de 2 à 4 petits et comme la poche s'ouvre vers l'arrière, certains petits peuvent tomber et sont abandonnés. Le séjour dans la poche est de huit semaines.